# RS Canum Venaticorum
RS Canum Venaticorum är en eruptiv variabel av RS Canum Venaticorum-typ (EA/AR/RS) i stjärnbilden Jakthundarna. Den är prototypstjärna för en undergrupp av eruptiva variabler med tätt cirkulerande dubbelstjärnor och aktiva kromosfärer, som kan orsaka stora stjärnfläckar. Dessa fläckar antas orsaka variationer i den observerade luminositeten hos stjärnorna. Systemen kan uppvisa variationer i en tidsskala av år på grund av variation i fläckarnas täckningsgrad, samt periodiska variationer som i allmänhet ligger nära omloppsperioden för dubbelstjärnan. Vissa konstellationer visar variationer i skenbar magnitud på grund av att de är förmörkande dubbelstjärnor. Magnituden fluktuerar typiskt ca 0,2 enheter.
RS CVn är också klassificerad som Algolvariabel av undertypen AR Lacertae-variabel. Stjärnan varierar mellan visuell magnitud +8,04 och 8,48 med en period av 3,813 dygn.